# URSS W6 OSOAVIAKHIM
 (mars 2022).
Si vous disposez d'ouvrages ou d'articles de référence ou si vous connaissez des sites web de qualité traitant du thème abordé ici, merci de compléter l'article en donnant les références utiles à sa vérifiabilité et en les liant à la section « Notes et références ».
Le W6 OSOAVIAKHIM est un dirigeable semi-rigide construit en URSS et conçu par l'ingénieur aéronautique italien Umberto Nobile. Le nom de l'aéronef  était emprunté au nom de l'établissement où il a été fabriqué : Société pour la promotion de la défense de l'aviation et de la chimie (en russe ОСОАВИАХИМ).
Le dirigeable W6 a été le plus gros dirigeable jamais construit en Union soviétique et celui qui connut les plus grands succès. Cet aéronef a détenu pendant 20 ans le record de durée en vol continu depuis octobre 1937, avec 130 heures et 27 minutes par le commandant Ivan Pankow.

## Caractéristiques techniques
Très peu d'informations ont été publiées sur cet aéronef, comme sur toutes les productions soviétiques. Les seuls éléments connus sont ceux des archives de Umberto Nobile, son créateur qui, bien que communiste affiché, est allé enseigner la technique des dirigeables aux États-Unis puis est revenu en Italie en 1943.

## Histoire
À la fin des années 1920, la jeune Union soviétique s'intéressait de près aux exploits des grands dirigeables comme le Nobile N1 Norge et le LZ 127 Graf Zeppelin. Les dirigeants voulaient développer leur propre programme national mais ne disposant d'aucun ingénieur spécialiste en ce domaine et voulant faire progresser très rapidement leur programme, ils invitèrent en URSS l'Italien Umberto Nobile, reconnu à l'époque comme le meilleur spécialiste des dirigeables.
L'ingénieur avait été déshonoré, aux yeux du fascisme, après la catastrophe du dirigeable Nobile N4 Italia lors du retour de sa 3e expédition au Pôle Nord en 1928. De plus, les investissements italiens dans les dirigeables avaient été sérieusement réduits. La proposition soviétique était l'occasion rêvée pour Nobile de redorer son image et pour le dirigeant fasciste qui pouvait ainsi écarter provisoirement un personnage gênant pour son aviation. Aussi un possible succès de Nobile à l'étranger pouvait aussi être utile à des fins de propagande.
Umberto Nobile arrive à Moscou en mai 1932. Au début, il dut faire face à plusieurs difficultés : l'usine d'avions n'était rien de plus qu'un simple hangar pour dirigeables dépourvu d'ateliers et d'outillage de mécanique. Nobile a dû au préalable assurer la formation des équipages et des techniciens pour la construction des nouveaux dirigeables. Ce n'est qu'à l'été 1933 qu'il a été possible de commencer la construction du dirigeable W6, aéronef en tous points semblable aux dirigeables Nobile de classe N (comme le Norge et l'Italia).
Ces difficultés semblent avoir découlé du fait qu'en Union soviétique, jamais la direction et la responsabilité de projets d'une telle importance n'avait été confiées à un étranger. Des ingénieurs soviétiques avaient construit précédemment un dirigeable semi-rigide de 9 150 m3 qui avait été achevée en août 1934 et avait reçu la désignation W7. Le dirigeable avait été détruit quelques jours après la fin de la construction par un feu de hangar. (Selon une autre source du W7 dirigeable était un projet conjoint de Nobile, Felice Trojani et Katanski, et avait un volume de 38 000 m3).

## L'exploitation
Pendant toute la durée de son séjour en Union soviétique de 1931 à 1936, Umberto Nobile a conçu des dirigeables pour le transport de passagers. Le W6 devait assurer la ligne régulière entre Moscou et Sverdlovsk. Il n'a pas pu être utilisé car il n'y avait pas de postes d'embarquement, aucun mât d'ancrage, ni de possibilité de ravitaillement en carburant. En 1936, un mât d'amarrage fut enfin été érigé à Sverdlovsk.
En 1937, le capitaine Pankow pilota le W6 durant 79 heures sur le trajet Moscou-Sverdlovsk-Moscou avec le fonctionnement continu des moteurs. Ce fut le record de fonctionnement de 130 heures et 27 minutes qui ne fut battu que 20 ans plus tard. La course record a commencé en Dolgoproudny (Russe Долгопрудный) le 29 septembre et a pris fin le 4 octobre. La distance parcourue avait été d'environ 5 000 km. Ce voyage était la préparation d'une liaison régulière en dirigeable.

## La catastrophe
Le 5 février 1938 à 16 h 45, un groupe d'explorateurs et chercheurs soviétiques, dirigé par Ivan Papanin, fut surpris par des mouvements imprévus de la banquise à la dérive dans l'Arctique. La mission qui fut assignée à l'équipage du W6 était de porter secours à ces explorateurs et de les conduire au Groenland.
L'expédition était parti de la ville de Mourmansk. Le trajet entre Moscou et Mourmansk devait permettre de vérifier le bon comportement de l'aéronef dans des conditions climatiques arctiques. Lors de ce trajet, le dirigeable heurta le mont Neblo (en russe Небло), près de la ville de  Kandalakcha, mont culminant à seulement 440 m d'altitude.
Selon la version officielle, les données figurant sur les cartes de bord mentionnaient l'obstacle à seulement 30 m d'altitude. Les survivants auraient par contre rapporté que le commandant Nikolai Gudowanzew s'était bien méfié des données des anciennes cartes et qu'en raison de la mauvaise visibilité ambiante, il avait donné l'ordre de naviguer à 800 mètres d'altitude mais Ivan Pankow, le commandant en second, avait mis beaucoup trop de temps avant de retransmettre cet ordre et le dirigeable est resté  à une altitude de 300 m. Sur les 19 personnes à bord, 13 décédèrent dans la cabine et trois autres furent blessés.
Les victimes sont enterrées dans le cimetière de Novodevitchi à Moscou. Les chercheurs de l'expédition furent secourus par des brise-glaces. Cet accident mit fin au programme soviétique des grands dirigeables.
En 1968, sur le mont Neblo, à l'endroit où le dirigeable s'est écrasé, les étudiants et l'administration locale ont érigé un monument à côté des restes de l'accident.